# Grello
Grello è una frazione del comune di Gualdo Tadino (PG).
Il paese si trova ad un'altezza di 705 m s.l.m. lungo la strada statale 444 del Subasio, che congiunge Gualdo Tadino ad Assisi. Secondo i dati del censimento Istat 2001, gli abitanti sono 45. Dalla piazza del paese, sita in prossimità del cosiddetto Colle del Cavaliere, si osserva un vasto panorama che spazia sui colli circostanti, sui monti appenninici e sul Subasio.

## Storia
Le prime notizie risalgono al 996, con la presenza di un castello utilizzato come rifugio dagli abitanti della vallata. Il condottiero Nicolò Piccinino lo assediò e distrusse nel 1435.
Durante il terremoto del marzo 1998 il paese ha subito notevoli danneggiamenti .

## Economia e manifestazioni
L'agricoltura e la silvicoltura sono molto diffuse.
Grello è nota in tutto il comprensorio gualdese per un antico rituale che si ripete ogni anno: la Festa del Fuoco. Essa si svolge durante la notte di San Giovanni, tra il 23 ed il 24 giugno. Tre rioni, San Giovanni, Sant'Angelo e San Donato, sfilano con cortei in costume dotati di torce e slitte (le tregge) su cui sono trasportate le incije, dei cumuli di paglia e legna che verranno poi dati alle fiamme. In questa occasione, gli abitanti indossano dei costumi storici nello stile del XIII secolo e sfilano per le vie del paese. La cerimonia, probabilmente di origine pagana e legata al solstizio d'estate, è basata sul rito del fuoco e dell'acqua: essa è stata poi assimilata nella tradizione cristiana. I racconti orali ne hanno tramandato il ricordo sino al 1980, quando la manifestazione ha ripreso con regolare cadenza.
La festa si conclude con la corsa delle torce incendiate attorno al castello, seguita poi dalla competizione tra i rioni: sei persone, per ciascuno di essi, gareggiano trainando le slitte con le pire incendiate. Sempre durante questa notte, in una cerimonia religiosa, viene distribuito ai presenti il panetto di San Giovanni, un dolce, e la guazza (rugiada, nel dialetto umbro), cioè l'acqua profumata (a base di erbe e fiori) con cui aspergersi la mattina del 24.

## Monumenti e luoghi d'interesse
- Chiesa di San Giovanni Battista, probabilmente coeva al castello. Interessante l'abside coperto con volta a botte, affrescata anche da Matteo da Gualdo, così come due tele risalenti al XVII secolo.

## Sport
- Crossodromo Gualdo Tadino (motocross)